# Escuela de fútbol de Mareo
La escuela de fútbol de Mareo, cuyo nombre oficial es escuela de fútbol Ángel Viejo Feliú, es un complejo deportivo del Real Sporting de Gijón situado en el barrio de Mareo de Abajo, en la parroquia gijonesa de Leorio. La Escuela está financiada, principalmente, por la Fundación Real Sporting de Gijón y la finca es propiedad del Ayuntamiento de Gijón.
Se considera actividad de la Escuela todo lo relacionado con los equipos de fútbol base, es decir, las categorías inferiores —juveniles, cadetes, infantiles, alevines, benjamines y prebenjamines— del Sporting, y el fútbol femenino, que actualmente cuenta con un equipo que compite en la Segunda División, el Real Sporting de Gijón Femenino y otro en categoría regional, el Real Sporting de Gijón "B" Femenino.
Además de las actividades de la Escuela, en el complejo se encuentran las oficinas de la sociedad anónima deportiva, los campos de entrenamiento del primer equipo y, durante el verano, se celebra el denominado "campus de verano de Mareo" desde 1995, para jóvenes futbolistas de entre ocho y dieciséis años.

## Historia
En enero de 1974, la directiva sportinguista, dirigida por Ángel Viejo Feliú, contrata al entrenador yugoslavo Branko Zebec, que llega a Gijón y se marcha a los pocos días por los precarios recursos de los que disponía el club para entrenar. Es en ese momento cuando se plantea firmemente adquirir unos terrenos y construir unas instalaciones acordes a un equipo como el Sporting. Los ingresos por el traspaso del jugador vasco Ignacio Churruca al Athletic Club, 50 millones de pesetas, se destinan íntegramente a poner en marcha el proyecto, que ve luz el 28 de marzo de 1978, cuando se inaugura oficialmente la Escuela por Pablo Porta (presidente de la Real Federación Española de Fútbol) y bajo la presidencia del club de Manuel Vega-Arango.
El 1 de agosto de 2001, el ayuntamiento de Gijón compra las instalaciones de la Escuela de fútbol de Mareo y las marcas del Sporting por 12 millones de euros, lo que supone un ingreso importante para la sociedad anónima deportiva, que atraviesa en esos momentos una grave crisis económica, con fuertes deudas contraídas, principalmente con la hacienda pública. El Sporting pasa, entonces, a suscribir un contrato de alquiler con el ayuntamiento, para poder seguir utilizando las instalaciones. La valoración de la Escuela y de las marcas —derechos de propiedad industrial— fue objeto de polémica, ya que el Sporting la consideró baja, pero no tuvo más remedio que aceptarla, debido al colapso de liquidez que presentaba.
El 10 de febrero de 2022 el Sporting adquirió la finca "La Marruca"’, en el barrio del Recuesto de la parroquia de Roces, para la ampliación de la escuela, con una superficie de 147 540 m² y firmó otro acuerdo de adquisición sobre una parte de 10.000 m² de la parcela catastral 148 colindante con la anterior, de manera que pueda haber una circulación directa entre la actual Escuela de Fútbol y los nuevos terrenos adquiridos; y el 25 de abril de 2024 inauguró la reforma de las instalaciones originales, todo ello realizado con fondos del proyecto denominado LaLiga Impulso creado por LaLiga en agosto de 2021 junto al fondo de capital riesgo CVC Capital Partners.

## Instalaciones

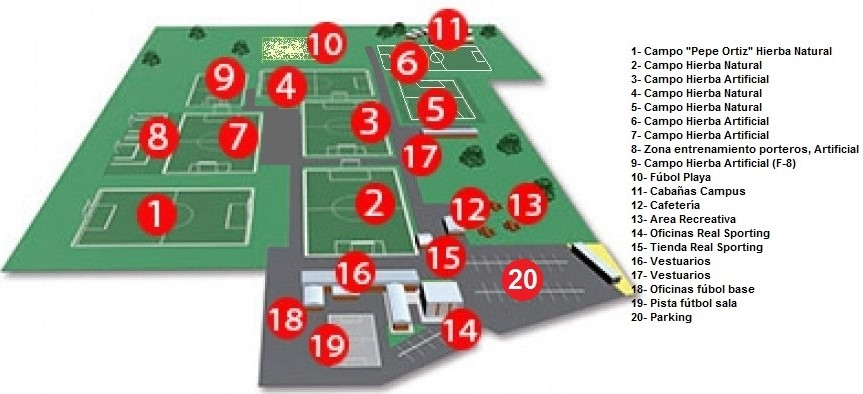
Plano de Mareo 2017.

Situada a las afueras de Gijón, al sur de la ciudad, tiene una superficie de 111 700 m². Su mayor aliciente son los siete campos de fútbol que posee —cuatro de hierba natural (números 1, 2, 4 y 5) y tres de hierba artificial (números 3, 6 y 7). Los números 3 y 6, fueron inaugurados en agosto de 2016, construidos con los materiales y técnicas más modernos, caso de la fibra monofilamento Duo Shape 40. El n.º 3 tiene una base elástica, de 20 milímetros, a la que se añaden virutas de coco y caucho. El n.º 6 tiene una capa de Nut 3001 de 10 milímetros, este solo de virutas de caucho. Además, dispone de un campo de hierba artificial para fútbol 8 (n.º 9), una zona de hierba artificial de entrenamiento de porteros (n.º 8), una pista de fútbol sala y una cancha de fútbol-playa y futvóley —una variación del voleibol en la que se juega con el pie—. Complementan estas instalaciones diez vestuarios, un centro médico y un gimnasio en el que se ejercitan los futbolistas. Además, dispone de una cafetería-restaurante, un edificio de oficinas, diversos almacenes y un aparcamiento.
Para poder albergar el campus de verano, en el que las instalaciones de Mareo se convierten en un campamento futbolístico para los más jóvenes, la Escuela también alberga un total de ocho cabañas-dormitorio donde se alojan los niños y otra cabaña que es dedicada a las actividades más generales del campus. Este campamento goza ya de prestigio internacional y, año a año, se completa durante todo el verano con gente de cada vez más nacionalidades.
Además, la Escuela de Mareo también es el lugar que acoge los partidos que el Real Sporting de Gijón "B" disputa como local, en el campo n.º 1, denominado Pepe Ortiz en honor al que fuera delantero del conjunto sportinguista durante la década de los cincuenta.

## Fútbol americano
Aunque el Real Sporting de Gijón no tiene, en la actualidad, diferentes secciones deportivas, el equipo de fútbol americano local, Gijón Mariners, cuenta con la colaboración de la Fundación Real Sporting de Gijón para poder entrenar en las instalaciones de la Escuela de fútbol.